# Geraldo Majela de Castro
Dom Geraldo Majela de Castro O. Præm (Montes Claros, 24 de junho de 1930 — Montes Claros, 14 de maio de 2015) foi um bispo católico brasileiro e arcebispo emérito da Arquidiocese de Montes Claros. 

## Biografia
Dom Geraldo nasceu em Montes Claros, em 24 de junho de 1930. Realizou sua profissão religiosa na Ordem Premonstratense em 8 de janeiro de 1950. Foi ordenado sacerdote em 8 de dezembro de 1953 e nomeado bispo-coadjutor de Montes Claros no dia 15 de junho de 1982.
Foi consagrado em 8 de setembro de 1982 por Dom José Alves de Sá Trindade, bispo de Montes Claros, auxiliado por Dom Serafim Fernandes de Araújo, bispo-auxiliar de Belo Horizonte e por Norbert Jules François Calmels, O.Praem., superior da Ordem Premonstratense.
Com a resignação de Dom José Alves de Sá Trindade em 1 de junho de 1988, assume o governo episcopal da Sé de Montes Claros. Com a elevação da Diocese ao posto de Arquidiocese Metropolitana, é elevado a arcebispo metropolitano em 25 de abril de 2001, onde tomou posse em 29 de junho. No dia 7 de fevereiro de 2007, renunciou ao cargo, por motivo de idade, conforme previsto pelo Código de Direito Canônico.
Dom Geraldo faleceu no dia 14 de maio de 2015, devido a uma Esclerose Lateral Amiotrófica.